# Кармелитки Канделарии
Кармелитки Канделарии (исп. Hermanas Carmelitas de Madre Candelaria), или Конгрегация Сестер Кармелиток Матери Канделарии (лат. Congregatio Sororum Carmelitarum a Mater Candelaria) — женский институт посвященной жизни в Римско-католической церкви, основанный 13 сентября 1903 года в Альтаграсия де Оритуко, в Венесуэле Сусанной Пас Кастильо-и-Рамирес (в монашестве Канделарией Святого Иосифа) и утверждённый 31 декабря 1910 года Святым Престолом. Институт является ветвью регулярных терциариев Ордена Кармелитов и обозначается аббревиатурой H.C.M.C.

## История
Конгрегация была основана 13 сентября 1903 года в Альтаграсия де Оритуко, в Венесуэле. Инициатором её создания был священник Сиксто Соса-Диас, будущий епископ Гуаяны и Куманы. Для ухода за больными в местном госпитале Святого Антония, он организовал группу из четырёх девушек, во главе которой поставил Сусанну Пас Кастильо-и-Рамирес.
13 июня 1906 года, по благословению Фелипе Нери Сендра, епископа Калабосо, община сестёр милосердия была преобразована в конгрегацию. Девушки приняли постриг и получили монашеское облачение из рук сооснователя института, Сиксто Соса-Диаса.
Конституции конгрегации были утверждены 31 декабря 1910 года. 25 марта 1925 года институт официально вошёл в число конгрегаций ордена кармелитов.

## В настоящее время
На 31 декабря 2005 года в институте несли служение 67 монахинь в 14 домах.
Общество действует на территории Венесуэлы и Боливии.
Главный дом института находится в Каракасе, в Венесуэле.

### Деятельность
Кармелитки Канделарии ведут созерцательно-апостольский образ жизни, ухаживая за пожилыми людьми и пациентами в медицинских и социальных учреждениях, занимаясь христианским воспитанием и образованием молодёжи и апостольством на приходах.

## Покровители конгрегации
Главными покровителями конгрегации являются Божия Матери Кармельская и святой Иосиф. Основательница института, Канделария Святого Иосифа была причислена к лику блаженных 27 апреля 2008 года.